# 雷奥米塞里斯
雷奥米塞里斯或里奥米特雷是一名波斯贵族。公元前362年，他参与了针对阿尔塔薛西斯二世的波斯西部省份总督叛乱，并被他的同伙带到埃及法老塔科斯处，寻求帮助。
之后，他回到亚洲，带着500塔兰同及50艘战船，并把他的妻子、孩子和他朋友们的孩子留了下来，作为取信于法老的保证。 然而, 雷奥米塞里斯还是出卖了叛军，并邀请他们赴宴商议。 等他们到来后, 他抓住了他们，然后五花大绑的送到阿尔塔薛西斯二世处以求宽恕，这样他自己就安全了。 雷奥米塞里斯统帅着一支2000人组成的带甲骑兵, 由米底亚人、巴克特里亚人组成, 参与了前334年发生的格拉尼库斯河战役。 次年，死于伊蘇斯戰役。

## Sources
- Smith, William. . Harper. 1878.  本文含有此來源中屬於公有领域的内容。